# 涼宮ハルヒの激動
『涼宮ハルヒの激動』（すずみやハルヒのげきどう）は、涼宮ハルヒシリーズを題材としたWii用非日常系学園振り付けアクション。角川書店から2009年1月22日に発売された。

## 概要
「涼宮ハルヒの約束」(PSP) 、「涼宮ハルヒの戸惑」(PS2) に続く、涼宮ハルヒシリーズ3作品目となるゲーム作品であり、初の任天堂ハードでの発売でもある。
限定版には海洋堂制作の可動フィギュア、フロイラインリボルテックシリーズ「涼宮ハルヒ 制服ver」と、テレビCMのメイキング映像などを収録した「平野綾 Premium ムービーディスク from 涼宮ハルヒの激動」が同梱される。また、2008年11月以降に角川書店から発売された各雑誌（「ザ・スニーカー」、「コンプティーク」、「月刊少年エース」、「月刊ニュータイプ」）に、可動フィギュアとのパーツ交換が可能な「涼宮ハルヒの胸像」が付録として同梱された。
ファミ通の40点満点のクロスレビューでは22点という評価だった。
また、ほぼ同時期に「涼宮ハルヒの直列」(DS) 、「涼宮ハルヒの並列」(Wii) も発売され、今作を含めた3作によるキャンペーン（涼宮ハルヒの連動）も行われた。

## ゲーム内容
Wiiリモコンを手に、指定された振り付けを再現していく振り付けアクションゲーム。アニメ版のエンディングでもある「ハレ晴レユカイ」（フルバージョン）を始めとする、様々な楽曲でプレイすることができる。
なお、ソフトのパッケージの絵ではWiiリモコンを水平に構えているハルヒが描かれているが、ダンスシーンではリモコンを垂直に構える事が基本なので注意が必要である。

## ストーリー
とある土曜日の放課後、SOS団の面々はハルヒの突発的な命令でダンスの練習をすることに。どうやらハルヒが商店街主催のダンス大会のチラシを発見してしまったのが原因らしい。「優勝してSOS団を世に知らしめる」ために団員達はまたしてもハルヒに振り回されることになるのであった……。

## ストーリーモード
メインモード。第一章から第十二章に分かれており、それぞれの章に曲が1曲ずつ用意されていて、その曲に合わせたダンスの「振り付け」をプレイヤーが行う。「振り付け」のタイミング等によってスコアが加算され、一定のスコアを獲得すると次のステージに進める。途中で獲得したスコアによりどの章まで進むことができるかが決定される。クリアしたダンスの曲はフリーモードで踊る事が可能。
章の合間合間にボーナスゲームである、ミニゲームが挿入される場合がある。『あっちむいてホイ』、『ホームラン対決』の2種類であるが詳しくは下記のフリーモード参照のこと。
第一章以降の章の終わりには、TVアニメ版に似たハルヒとキョンの「次回予告」が存在するが、TVアニメ版よりも長く30秒以上あるものもある。2週目以降は全てナレーションは長門になる。
- 各章のタイトルと楽曲一覧

第一章 涼宮ハルヒの伝説
曲：恋のミクル伝説
第二章 涼宮ハルヒの冒険
曲：冒険でしょでしょ?
第三章 涼宮ハルヒの特訓I
特訓I 動物編
第四章 涼宮ハルヒの伝言
曲：雪、無音、窓辺にて。
第五章 涼宮ハルヒの撮影
曲：みらくるアンコール
第六章 涼宮ハルヒの投稿
曲：Greed's accident
第七章 涼宮ハルヒの特訓II
特訓II 部活編
第八章 涼宮ハルヒの報道
曲：空前未満は見せないで
第九章 涼宮ハルヒの願望
曲：最強パレパレード
第十章 涼宮ハルヒの迷宮
曲：とろでん
作詞・作曲：トカレフ、エレキテル（SHITAGI☆PROJECT） 編曲：Querux（SHITAGI☆PROJECT） 歌：とろ美
ゲームオリジナル曲
第十一章 涼宮ハルヒの超特訓※
超特訓
第十二章 涼宮ハルヒの終幕※
曲：ハレ晴レユカイ
※がついている章は、第一章～第十章を30万点以上でクリアした場合のみ遊べるストーリー。30万点に達しなかった場合、「ダンス大会中止」という終わり方になる。2週目も同様である。
第十章の「とろでん」以外の曲の詳細は下記のボーカルアルバムの項かリンク先を参照のこと。第十二章クリア後にはアニメのエンディングの踊りを模した『ハレ晴レユカイ（TV版）』がフリープレイに追加される。

## フリーモード
- フリープレイ

難易度が選択可能で、好きな曲、キャラクター、コスチューム、ステージで踊ることのできるモード。ストーリーモードで条件を満たす事で種類が増える。オートにしてデモプレイにすることも出来る。
- 対戦プレイ

2～6人まで、スコア対戦、サドンデス対戦、チーム対戦が可能。難易度設定も可能。
- ボーナスゲーム
  - あっちむいてホイ

ハルヒ、長門、みくるとひたすらあっち向いてホイで勝負するモード。5勝で勝ち、5敗で負けとなる。くせを見つければ勝てる。
ストーリーモードでは第2章、第5章、第9章クリア後に挿入される。みくる、ハルヒ、長門の順に勝負する。
  - ホームラン対決

ハルヒ、長門、みくるが10球投げてくるボールを打ち返す野球ゲーム。球速や、みくるはストレートのみ、ハルヒはシュート、カーブを使ってくるなど能力が異なる。
ストーリーモードでは第4章、第7章、第10章クリア後に挿入される。みくる、長門、ハルヒの順に勝負する。

## コレクション
- コスチュームコレクション

キャラクター、コスチュームを選択して、3Dモデルを鑑賞することが出来る。
- アイテムコレクション

ストーリーモードで手に入れたアイテムの一覧を見ることが出来、アイテム説明を確認できる。
- イベントリプレイ

ストーリーモードでクリアした章のイベントや1週目の次回予告を見る事ができる。スタッフロール、2週目の次回予告は見られない。
- ダンスリプレイ

保存したダンスステージのリプレイを見ることが出来る。リプレイデータは20個まで保存できる。
- BGMプレイヤー

ストーリーモードでクリアしたBGMを聴くことが出来る。ただし、「とろでん」や特訓のBGMは聴くことが出来ない。
- 涼宮ハルヒのお告げ

魔女の姿に扮したハルヒから1日1回限定で、吉、凶などの運勢やラッキーカラー、ラッキーナンバー、ラッキー方角を告げてもらうモード。
あるタイミングで下記のみくるリモコンの機能を使うと『朝比奈みくるのお告げ』、『長門有希のお告げ』に変更される。
- 長門ビューワー

アニメ版14話（テレビ放送第9話）「サムデイ イン ザ レイン」の1シーンのように、読書する長門をひたすら観察するモード。
- みくるリモコン

Wiiリモコンのスピーカーからみくるボイスが流れる。コンフィグ設定でボタンにボイスを割り当てれば、ストーリーモード、フリーモード中でも再生が可能。
『みくるビーム！』から『禁則事項ですっ♪』までボイスの種類は様々。初期はみくるのみ、「涼宮ハルヒのおつげ」や「長門ビューワー」で条件が揃えばハルヒや長門が追加される。

## スタッフ
- プロデューサー - 藤岡迅彦
- ディレクター - 松永健太郎
- シナリオ - 神無月如月

## その他
ランキングや古泉によるチュートリアル、コンフィグ設定モードがある。

## 登場人物
涼宮ハルヒ（すずみや ハルヒ）
声：平野綾
キョン
声：杉田智和
長門有希（ながと ゆき）
声：茅原実里
朝比奈みくる（あさひな みくる）
声：後藤邑子
古泉一樹（こいずみ いつき）
声：小野大輔
鶴屋さん（つるやさん）
声：松岡由貴
振り付けの操作可能キャラとしては登場しない。
朝比奈みくる（大）（あさひなみくる だい）
声：後藤邑子
隠しキャラとして登場。ストーリーモードには登場しない。
喜緑江美里（きみどり えみり）
声：白鳥由里
隠しキャラとして登場。ストーリーモードには登場しない。
朝倉涼子（あさくら りょうこ）
声：桑谷夏子
隠しキャラとして登場。ストーリーモードには登場しない。
キョンの妹（キョンのいもうと）
声：あおきさやか
振り付けの操作可能キャラとしては登場しない。
警官
声：白石稔
アナウンサー
声：木村はるか

## 主題歌
オープニングテーマ
「冒険でしょでしょ？」
作詞：畑亜貴、作曲：冨田暁子、編曲：藤田淳平（Elements Garden）
歌：平野綾
エンディングテーマ
「BE BE BEAT!!」
作詞：畑亜貴、作曲：田代智一、編曲：近藤昭雄
歌：平野綾、茅原実里、後藤邑子

## ボーカルミニアルバム
上記ゲームのボーカルミニアルバム。2009年1月21日にLantisから発売された。「とろでん」はCD未収録。

### 収録曲
1. 空前未満は見せないで [3:46]
歌：涼宮ハルヒ（平野綾）
作詞：畑亜貴、作曲：松井俊介、編曲：nishi-ken
2. Greed's accident [5:25]
歌：長門有希（茅原実里）
作詞：畑亜貴、作曲：田代智一、編曲：上松範康
3. みらくるアンコール [4:14]
歌：朝比奈みくる（後藤邑子）
作詞：畑亜貴、作曲：長谷川哲史、編曲：近藤昭雄
4. BE BE BEAT!! [3:56]
歌：平野綾、茅原実里、後藤邑子
作詞：畑亜貴、作曲：田代智一、編曲：近藤昭雄
5. 空前未満は見せないで （off vocal）
6. Greed's accident （off vocal）
7. みらくるアンコール （off vocal）
8. BE BE BEAT!! （off vocal）